# 무태상어
무태상어(Carcharhinus brachyurus)는 최대 몸길이가 3m 이하이며 연골어류(軟骨魚類) 흉상어목 흉상어과의 바닷물고기로, 태평양, 대서양, 인도양에 주로 사는 상어이다. 무태상어는 백상아리, 뱀상어, 청상아리 등과 함께 사람을 공격하는 종이자 대표적인 식인상어 중 한 종으로 꼽힌다. 몸은 방추형(紡錐形)으로 길고 크며, 주둥이 역시 길고 둥글다. 등지느러미는 2개로, 제1등지느러미와 제2등지느러미 사이에 볼록하게 튀어나온 선이 없고, 제2등지느러미가 뒷지느러미보다 작은 것이 특징이다. 이빨은 삼각형으로, 가장자리가 톱니처럼 날카롭다. 몸빛깔은 등 쪽은 청황색, 배 쪽은 옅은 황색이며, 가슴지느러미가 시작되는 부분부터 배지느러미 위쪽에 이르기까지 어두운 색깔의 띠가 가로지른다. 연안이나 원양에지어 사냥 시 떼를 지어 다니며 정어리, 고등어 등 어류를 주로 먹는다.

## 먹이
먹이는 부어류와 저어류, 두족류, 소형 상어류, 가오리류를 즐겨 먹기도 한다.

## 생식
태생어(胎生魚)로, 한 배에 10~20마리의 새끼를 낳는다. 육지에서 가까운 수심 100m 내외의 연안에 주로 서식한다. 태어날 때의 몸길이는 60~70cm이며, 암컷은 2.45m, 수컷은 2.35m 정도면 성적(性的)으로 성숙한다.

## 서식지
태평양·인도양·대서양 등 전 대양의 온대 해역에 걸쳐 넓게 분포한다. 여름철 한국의 서해·남해·제주 연안 등에 자주 나타난다.